# Schacholympiade 1926
Die Schacholympiade 1926 war ein vom 1924 gegründeten Weltschachbund FIDE bei ihrem Kongress in Budapest veranstaltetes kleines Mannschaftsturnier, das im Juli 1926 stattfand. Es wurde erstmals nach schacholympischen Regeln ausgetragen. So waren vier Spieler pro Mannschaft erlaubt, und alle Mannschaften mussten im Rundenturnier gegeneinander antreten.

## Ergebnisse
In Anspielung auf die Hitzewelle während des Turniers wurde in der Schachwelt scherzhaft vom „Dampfbad-Turnier“ gesprochen. Die deutsche Mannschaft landete abgeschlagen auf dem letzten Platz. Für den Deutschen Schachbund war das Turnier jedoch mit einem sportpolitischen Erfolg verbunden. Wenig später durfte das als Kriegsverursacher angesehene Deutschland der FIDE beitreten und somit bereits bei der ersten offiziellen Schacholympiade 1927 teilnehmen.

Otto Rüster (1949)

Die deutsche Mannschaft bildeten die Spieler Bruno Moritz, Wilhelm Schönmann, Gottlieb Machate und Otto Rüster. Diese gehörten nicht zur Spitzengruppe der deutschen Schachmeister. In ihren 12 Partien bei der Olympiade gelangen lediglich vier Remis, kein Sieg.
| # | Mannschaft  | 1   | 2   | 3   | 4   | Punkte |
| - | ----------- | --- | --- | --- | --- | ------ |
| 1 | Ungarn      | —   | 2,5 | 3   | 3,5 | 9      |
| 2 | Jugoslawien | 1,5 | —   | 3,5 | 3   | 8      |
| 3 | Rumänien    | 1   | 0,5 | —   | 3,5 | 5      |
| 4 | Deutschland | 0,5 | 1   | 0,5 | —   | 2      |

Die Mannschaften aus Österreich und der Tschechoslowakei sagten vor Turnierbeginn ab.
Auf demselben Kongress fand das erste Meisterturnier der FIDE mit 16 Teilnehmern statt. Ernst Grünfeld und Mario Monticelli, die gegeneinander remisiert hatten, lagen mit jeweils 9,5 Punkten vorn, wobei Grünfeld durch eine bessere Berger-Wertung den 1. Platz erreichte. Im Starterfeld befanden sich weitere prominente Spieler wie Akiba Rubinstein, Hans Kmoch, Richard Réti, Savielly Tartakower und Frederick Dewhurst Yates. Beim Damenturnier siegte Edith Holloway. Das Open wurde von dem Ungarn Sandor Zinner gewonnen.

## Mannschaftsaufstellungen

### 1. Ungarn
| Platz | Land           | G | R | V | Brettp. | Mannschaftsp. |
| ----- | -------------- | - | - | - | ------- | ------------- |
| 1     | Ungarn         | 3 | 0 | 0 | 9       | 6             |
| Brett | Spieler        | G | R | V | Punkte  | Partien       |
| 1     | Endre Steiner  | 0 | 1 | 0 | 0,5     | 1             |
| 2     | Árpád Vajda    | 1 | 1 | 0 | 1,5     | 2             |
| 3     | Károly Sterk   | 0 | 2 | 0 | 1       | 2             |
| 4     | György Négyesy | 2 | 1 | 0 | 2,5     | 3             |
| R     | Sandor Zinner  | 1 | 1 | 0 | 1,5     | 2             |
| R     | Elek Bakonyi   | 2 | 0 | 0 | 2       | 2             |

### 2. Jugoslawien
| Platz | Land           | G | R | V | Brettp. | Mannschaftsp. |
| ----- | -------------- | - | - | - | ------- | ------------- |
| 2     | Jugoslawien    | 2 | 0 | 1 | 8       | 4             |
| Brett | Spieler        | G | R | V | Punkte  | Partien       |
| 1     | Boris Kostić   | 1 | 2 | 0 | 2       | 3             |
| 2     | Lajos Asztalos | 2 | 1 | 0 | 2,5     | 3             |
| 3     | Stevan Ćirić   | 1 | 2 | 0 | 2       | 3             |
| 4     | Imre György    | 1 | 1 | 1 | 1,5     | 3             |

### 3. Rumänien
| Platz | Land              | G | R | V | Brettp. | Mannschaftsp. |
| ----- | ----------------- | - | - | - | ------- | ------------- |
| 3     | Rumänien          | 1 | 0 | 2 | 5       | 2             |
| Brett | Spieler           | G | R | V | Punkte  | Partien       |
| 1     | János Balogh      | 0 | 2 | 1 | 1       | 3             |
| 2     | Miklos Bródy      | 1 | 0 | 2 | 1       | 3             |
| 3     | Alexandru Tyroler | 1 | 0 | 1 | 1       | 2             |
| 4     | Josef Mendelsohn  | 0 | 0 | 1 | 0       | 1             |
| R     | Zeno Proca        | 1 | 2 | 0 | 2       | 3             |

### 4. Deutschland
| Platz | Land              | G | R | V | Brettp. | Mannschaftsp. |
| ----- | ----------------- | - | - | - | ------- | ------------- |
| 4     | Deutschland       | 0 | 0 | 3 | 2       | 0             |
| Brett | Spieler           | G | R | V | Punkte  | Partien       |
| 1     | Bruno Moritz      | 0 | 2 | 1 | 1       | 3             |
| 2     | Wilhelm Schönmann | 0 | 1 | 2 | 0,5     | 3             |
| 3     | Gottlieb Machate  | 0 | 0 | 3 | 0       | 3             |
| 4     | Otto Rüster       | 0 | 1 | 2 | 0,5     | 3             |